# Mordellistena cymbalistria
Mordellistena cymbalistria is een keversoort uit de familie spartelkevers (Mordellidae). De wetenschappelijke naam van de soort is voor het eerst geldig gepubliceerd in 1925 door Peyerimhoff.